# Chipindo
Chipindo é uma cidade e município da província da Huíla, em Angola.
Tem 3 896 km² e cerca de 33 mil habitantes. É limitado a norte pelos municípios da Caála e de Chicala-Choloanga, a leste pelo município do Cuvango, a sul pelo município da Jamba, e a oeste pelos municípios de Chicomba e Caconda. 
O município é constituído pela comuna-sede, correspondente à cidade de Chipindo, e pela comuna de Bambi.